# Enedena
Enedena — рід совкових з підродини совок-п'ядунів який зустрічається у Еквадорі.

## Систематика
У складі роду:
- Enedena punctilinea Dognin, 1914